# ラ・ロワイヤル (戦艦)
ラ・ロワイヤル（La royale）とは、1690年にルイ14世の命令により建造されたガレアス型戦艦である。
スペイン継承戦争に備え、当時のフランス海軍ガレー船艦隊の旗艦ラ・レアル（La reale）の後継艦として建造された。当時の技術の粋を集めて設計され、火力・防御力共に当時ではトップクラスのものであった。ラ・レアル同様、多数の櫓を持ち、3本のマストに巨大なラテンセイルを持つ。